# Национал-социалистическое подполье
Национа́л-социалисти́ческое подпо́лье (нем. Nationalsozialistischer Untergrund) — правоэкстремистская террористическая группировка в Германии, действовавшая в 1998—2011 годах. Группировка руководствовалась стратегией безлидерного сопротивления и объявляла себя «сетью соратников, руководствующихся правилом „дела вместо слов“, которая будет продолжать действовать, пока не произойдут решительные изменения в политике, прессе и свободе мнений».
Члены Национал-социалистического подполья ответственны за убийства восьмерых немецких турок и одного грека в Нюрнберге, Гамбурге, Мюнхене, Ростоке, Дортмунде и Касселе с 2000 по 2006 годы и за нападение на двух полицейских в Хайльбронне, одна из которых, Мишель Кизеветтер, скончалась от полученных ранений.
Члены NSU также совершили по меньшей мере 2 теракта: первый — в декабре 2000 года в продуктовом магазине в Кёльне, принадлежавшем иранцу, дочь которого получила тяжёлые ранения, второй — 9 июня 2004 года на Койпштрассе в турецком районе Кёльна, в результате которого 22 человека получили ранения.
Уве Мундлос и Уве Бёнхардт покончили с собой 4 ноября 2011 года, чтобы избежать ареста после неудачной попытки ограбления в Айзенахе. В тот же день в Цвиккау в доме 26 по Фрюлингсштрассе, Беате Цшепе устроила пожар и взрыв в доме, где она, Мундлос и Бёнхардт жили по поддельным документам, а 8 ноября сдалась полиции.

## Численность
Число сторонников «Национал-социалистического подполья» может доходить до 200 человек. К ядру ячейки, помимо Уве Мундлоса, Уве Бёнхардта и Беате Цшепе, принадлежало ещё четверо человек: Ральф Вольлебен (заместитель председателя земельной организации Национал-демократической партии Германии в Тюрингии в 2006—2008 годах), Андре Эмингер, Хольгер Герлах и Карстен С., а также около десятка других помощников.

## Процесс по делу NSU
6 мая 2013 года в Мюнхене начался процесс по делу «Национал-социалистического подполья». Перед судом предстали Беате Цшепе, Ральф Вольлебен, Андре Эмингер, Хольгер Герлах и Карстен С., которые обвинялись в 9 убийствах. Также Цшепе обвинялась в соучастии в организации 2 терактов и 15 ограблений банков.
11 июля 2018 года Верховный суд земли Бавария вынес приговор пяти подсудимым. Суд приговорил к пожизненному заключению Беату Цшепе без права освобождения за десятикратное убийство, участие в бандитском формировании и особо тяжком поджоге. Ральф Воллебен получил десять лет лишения свободы, двое других осужденных были приговорены к трем годам, один — к двум годам и шести месяцам тюрьмы.